# Ду Вест (Јужна Каролина)
Ду Вест (енгл. Due West) град је у америчкој савезној држави Јужна Каролина.

## Демографија
По попису из 2010. године број становника је 1.247, што је 38 (3,1%) становника више него 2000. године.
| Група             | 2000.       | 2010.         |
| Белци             | 956 (79,1%) | 1.007 (80,8%) |
| Афроамериканци    | 225 (18,6%) | 194 (15,6%)   |
| Азијати           | 12 (1,0%)   | 8 (0,6%)      |
| Хиспаноамериканци | 9 (0,7%)    | 17 (1,4%)     |
| Укупно            | 1.209       | 1.247         |